# Chetia welwitschi
Chetia welwitschi е вид бодлоперка от семейство Цихлиди (Cichlidae).

## Разпространение и местообитание
Този вид е разпространен в Ангола и Намибия.
Обитава сладководни басейни и реки.

## Описание
На дължина достигат до 14,7 cm.